# Limnias melicerta
Limnias melicerta is een raderdiertjessoort uit de familie Flosculariidae. De wetenschappelijke naam van deze soort is voor het eerst geldig gepubliceerd in 1848 door Weisse.